# RCWS Samson
La plataforma de armamento por control remoto Samson, en inglés RCWS Samson (de Samson Remote Controlled Weapon Station), derivada del diseño de la Katlanit (que significa «letal» en hebreo) es un sistema de armamento remoto israelí que permite que una amplia variedad de dispositivos sean operados automáticamente o por control remoto, incluyendo ametralladoras de 5,56 mm, 7,62 mm, y 12,7 mm, lanzagranadas automáticos de 40 mm, misiles antitanque, sistemas de observación y sistemas antiaéreos.

## Variantes
Hay un total de tres variantes de la familia Samson:
- Samson Jr. ROWS

Montura para ametralladoras de 5,56 y 7,62 mm, pesa 60-75 kg
- Mini Samson ROWS

Montura para ametralladoras de 12,7 y 14,5 mm, y lanzagranadas automáticos de 40 mm, pesa 140-160 kg
- Samson estándar (Standard Samson)

Montura para armas con calibre de 20 a 40 mm, pesa 1,5 t
Por ejemplo, la plataforma de armamento por control remoto Samson para cañón de 30 mm está diseñada para ser montada en vehículos militares de alta movilidad y blindaje ligero y ser operada por el artillero o comandante del vehículo a cubierto. Ofrece opcionalmente misiles guiados Spike, lanzador de granadas de humo, e incluye el entrenamiento de los sirvientes. El RCWS 30 es producido por RAFAEL Armament Development Authority.

## Producción
Israel ha revelado la intención de instalar una variante del RCWS Samson en torretas a lo largo de la Barrera israelí de la Franja de Gaza para crear una «zona de disparos automáticos» con intención de prevenir que terroristas palestinos entren en su territorio.

## Usuarios
Israel
- Fuerzas de Defensa Israelíes

- Namera
- Achzarit

 Chile
- Ejército de Chile

- MOWAG Piranha

 Colombia
- Ejército de Colombia

- LAV III
- Plasan Sand Cat

 Croacia
- M-84D
- M-95 Degman

 España
- Ejército de tierra español

- RG-31 Mk5E Nyala

 México
- Ejército Mexicano

- Plasan Sand Cat

 Rumania
- MLVM, en su actualización.

 Turquía
- Otokar Cobra
- Sabra Mk 2